# Carmen Mondragón

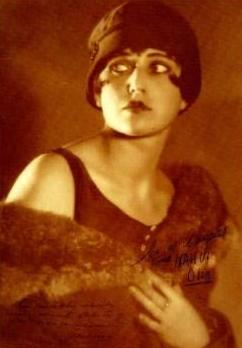

Carmen Mondragón (Mexico-Stad, 8 juli 1893 - aldaar, 23 januari 1978) was een Mexicaans dichteres, schilderes en model.
Mondragón was de dochter van generaal Manuel Mondragón, en volgde een opleiding aan gerenommeerde scholen in Frankrijk. Ze huwde in Spanje met de militair Manuel Rodríguez Lozano, maar na acht jaar scheiden zij, officieel omdat Rodríguez Lozano biseksueel zou zijn, maar ook omdat Mondragón nymfomane geweest zou zijn. Ze keerde terug naar Mexico, waar ze een korte maar heftige relatie had met de schilder Gerardo Murillo (beter bekend als dr. Atl). Van Murillo kreeg ze de bijnaam Nahui Ollin, het Azteekse symbool van de vernieuwing.
Mondragón is meer bekend wegens haar levensverhaal en de schandalen die zij veroorzaakte dan haar werk. Ze benadrukte haar seksualiteit, was de eerste in Mexico die een minirok droeg en liet zich naakt fotograferen door Edward Weston. Op veertigjarige leeftijd, na tal van geliefden te hebben gehad, trok ze zich uit het openbare leven terug. Ze overleed in relatieve vergetelheid in 1978.
- Biblioteca Nacional de España: XX1623079
- Bibliothèque nationale de France: cb17756983t (data)
- Catàleg d'autoritats de noms i títols de Catalunya: 981058620318806706
- Gemeinsame Normdatei: 119418819
- International Standard Name Identifier: 0000 0000 5536 7636
- Library of Congress Control Number: n93061153
- Nationale Bibliotheek van Tsjechië: jo2004232854
- Nederlandse Thesaurus van Auteursnamen: 239862074
- Système universitaire de documentation: 11391914X
- Virtual International Authority File: 10655610
- WorldCat: E39PBJqBvfv8cbYmqdvRWYGrbd